# Wolodymyr Stelmach

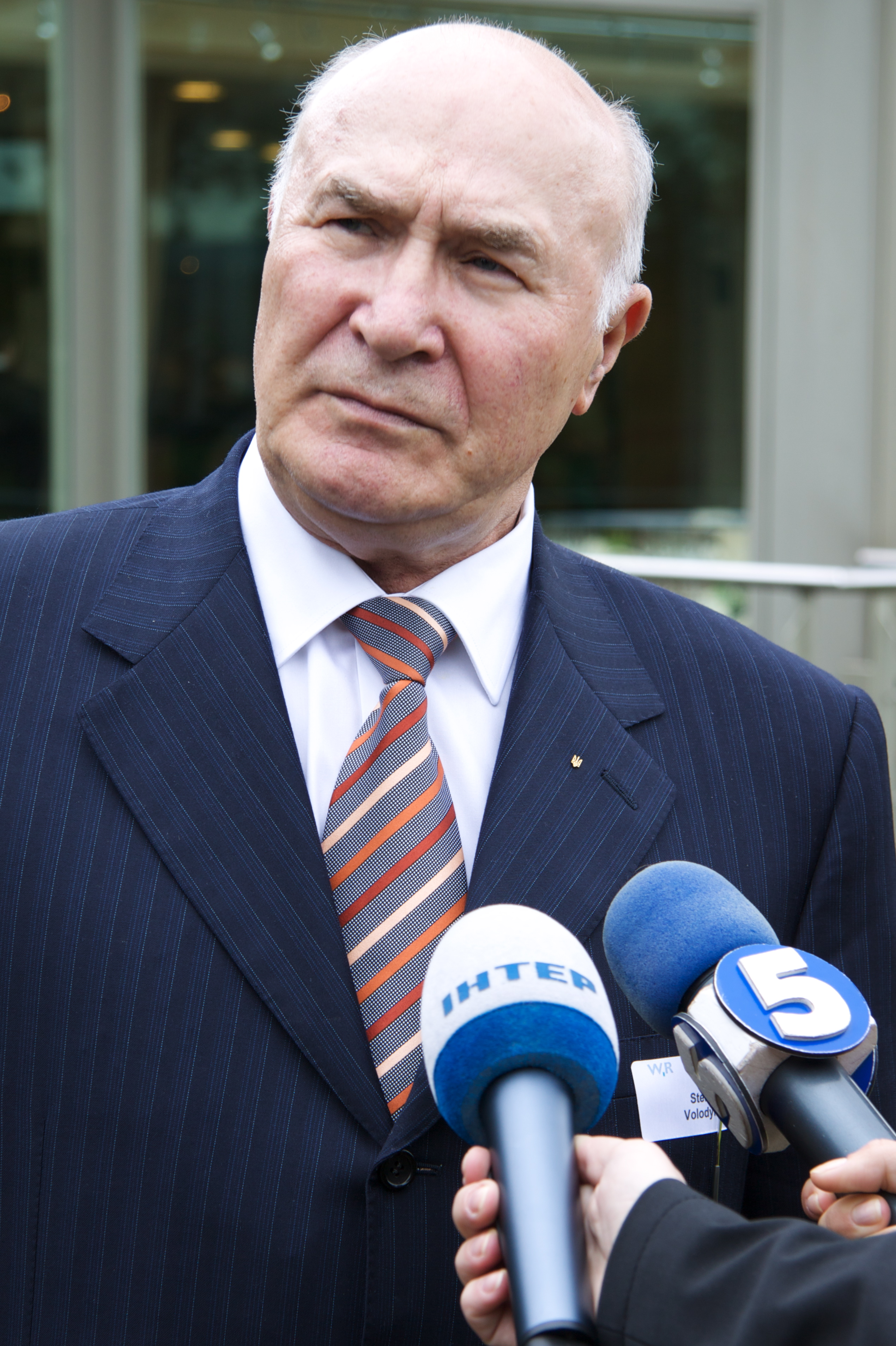
Wolodymyr Stelmach

Wolodymyr Semenowytsch Stelmach (ukrainisch Володимир Семенович Стельмах; * 18. Januar 1939 in Oleksandriwka, Oblast Sumy) ist ein ukrainischer Ökonom und Politiker. Von Januar 2000 bis Dezember 2002 und nochmals von Dezember 2004 bis Dezember 2010 war er Präsident der Nationalbank der Ukraine.
Stelmach studierte Ökonomie an der Hochschule für Volkswirtschaft in Kiew sowie in Moskau, er trägt den Titel eines Kandidaten der Wissenschaften (Кандидат экономических наук). Zu Zeiten der Sowjetunion hatte er Leitungsfunktionen an der Staatsbank der UdSSR inne.
Nach der Unabhängigkeit der Ukraine arbeitete er im Leitungsgremium der Ukrainischen Nationalbank, im Jahr 2000 wurde er erstmals zu deren Präsidenten berufen, nach seiner Abberufung Ende 2002 war er kurzzeitig Vorstand einer ukrainischen Geschäftsbank. Bereits im Dezember 2004 wurde er vom neu gewählten Präsidenten Wiktor Juschtschenko erneut zum Präsidenten der Nationalbank berufen. Bei der Parlamentswahl 2007 kandidierte er für den Blok Nascha Ukrajina von Juschtschenko und erlangte auch einen Sitz in der Werchowna Rada; Stelmach verzichtete aber auf die Annahme seines Mandats. 2007 wurde ihm der Titel Held der Ukraine verliehen. Aufgrund der starken Abwertung der nationalen Währung Hrywnja stand Stelmach seit 2008 unter politischem Druck und das Parlament forderte seine Absetzung, Präsident Juschtschenko weigerte sich aber ihn zu entlassen.
Im Dezember 2010 wurde er von Wiktor Janukowytsch als Präsident der Nationalbank entlassen und durch Serhij Arbusow ersetzt.